# Тесла (алатка)
Тесла, кесер или брадва је тип алата који служи за тесање или углачавање грубо сеченог дрвета при ручној обради. Човек који употребљава теслу обично опкорачи даску или кладу и замахује теслом надоле у правцу својих стопала, секући, откидајући, одламајући или једном речи тешући комаде дрвета, и при томе се помера уназад остављајући испред себе релативно глатко обрађену површину дрвета. Тесла се, међутим, може користити и за друге операције, као што је сеча дрвета.
Сечиво тесле је, за разлику од секире, постављено попречно у односу на држаљу, односно налази се у сличном положају у односу на руковаоца као и глава мотике или сечиво блање.
Теслу користе тесари најчешће на грађевинама. Тесла са друге стране је обрађена као чекић па се могу укуцавати ексери. Са предње стране на делу које има сечиво обично је отвор за вађење ексера.